# Adolf Loewy

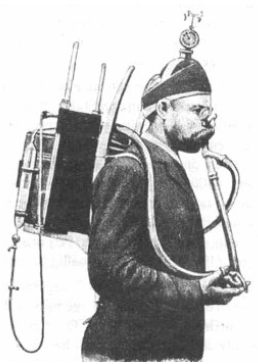
Adolf Loewy beim Marschversuch mit der trockenen Gasuhr nach Zuntz

Adolf Loewy (* 29. Juni 1862 in Berlin; † 26. Dezember 1937 in Davos) war ein deutscher Physiologe.

## Leben
Adolf Loewy wurde als Sohn des jüdischen Kaufmanns Leopold Loewy und dessen Frau Rosalie, geb. Waldenburg, geboren. Er studierte in Berlin und Wien Medizin und promovierte 1885 in Berlin zum Doktor der Medizin. 1886 hielt er sich zu physiologischen Studien in Wien auf. Anschließend arbeitete er bei Nathan Zuntz an der Landwirtschaftlichen Hochschule in Berlin. 1895 wurde er nach seiner Habilitation Privatdozent für Physiologe an der Friedrich-Wilhelms-Universität Berlin. Im selben Jahr wurde seine Habilitationsschrift von der Smithsonian Institution mit einem Preis ausgezeichnet. 1900 wurde er zum Professor ernannt. Zusätzlich praktizierte er als Arzt.
Loewy beschäftigte sich in dieser Zeit ausgiebig mit höhenphysiologischen Studien, für die er auch Simulationen im pneumatischen Kabinett des Jüdischen Krankenhauses durchführte. Bereits 1898 widerlegte er Angelo Mossos Ansicht, die Höhenkrankheit werde durch einen Mangel an Kohlendioxid im Blut (Akapnie) ausgelöst. Für ihn stand fest, dass nur ein durch die verdünnte Luft hervorgerufener Sauerstoffmangel als Ursache in Frage käme. 1901 betrieb er gemeinsam mit Nathan Zuntz sechswöchige akribische Feldstudien in der internationalen Forschungsstation Capanna Regina Margherita auf der Signalkuppe (4.554 m) im Monte-Rosa-Massiv.
Als 1922 auf Initiative der Davoser Ärzteschaft das Schweizerische Institut für Hochgebirgsphysiologie und Tuberkuloseforschung gegründet wurde, trug man Loewy den Posten des Direktors an. Unter seiner Leitung entwickelte sich das Institut zu einem internationalen Zentrum der höhenphysiologischen und klimatologischen Forschung. Zahlreiche Gastwissenschaftler arbeiteten vorübergehend an Loewys Institut.
Bevor er 1933 im Alter von 71 Jahren in den Ruhestand ging, gab er sein zusammenfassendes Werk Physiologie des Höhenklimas heraus.
Ab 1925 war er Mitglied der Deutschen Akademie der Naturforscher Leopoldina. Er war Ehrenmitglied der Budapester Ärztegesellschaft, der Schweizer Balneologischen Gesellschaft, des Davoser Ärztevereins und der Davoser Naturforschenden Gesellschaft.
Nach dem Machtantritt der Nationalsozialisten wurde ihm 1933 die Lehrbefugnis in Deutschland entzogen.

## Schriften (Auswahl)
- Über den Einfluß der Temperatur auf die Filtration von Eiweißlösungen durch tierische Membranen. Dissertation, Berlin 1885.
- Untersuchungen über die Respiration und Zirkulation bei Änderung des Druckes und des Sauerstoffgehaltes der Luft. A. Hirschwald, Berlin 1895 (Habilitationsschrift)
- Ueber die Beziehung der Akapnie zur Bergkrankheit. In: Archiv für Physiologie. 1898, S. 409–430.
- mit Hermann von Schrötter: Untersuchungen über Blutcirculation beim Menschen. In: Zeitschrift für experimentelle Pathologie und Therapie. Band 1, 1905, S. 197–311.
- mit Nathan Zuntz, Franz Müller und Wilhelm Caspari: Höhenklima und Bergwanderungen in ihrer Wirkung auf den Menschen. Ergebnisse experimenteller Forschungen im Hochgebirge und Laboratorium. Verlagshaus Bong, Berlin 1906.
- mit Nathan Zuntz (Hrsg.): Lehrbuch der Physiologie des Menschen. F.C.W. Vogel, Leipzig 1909
- Physiologie des Höhenklimas. J. Springer, Berlin 1932.
- Blut und Blutkreislauf im Hochgebirge. In: Klinische Wochenschrift. Band 13, 1934, S. 545–549.